# Intervenció General de la Defensa
La Intervenció General de la Defensa és un òrgan d'Espanya depenent de la Subsecretaria de Defensa.

## Titular
L'actual Interventor General de la Defensa, des del mes de març de 2017, és el general de divisió del Cos Militar d'Intervenció Carlos Calavia Pascual.

## Funcions i estructura
La Intervenció General de la Defensa, dependent funcionalment de la Intervenció General de l'Administració de l'Estat, exerceix en l'àmbit del Ministeri de Defensa i dels organismes públics dependents d'aquest, el control intern de la gestió economico-financera, mitjançant l'exercici de la funció interventora, el control financer permanent i l'auditoria pública, en els termes regulats en la Llei General Pressupostària.
Així mateix, li correspon exercir la notaria militar en la forma i condicions establertes per les lleis i l'assessorament en matèria de la seva competència, als òrgans superiors i directius del Ministeri de Defensa.
Les funcions anteriors s'exerceixen per personal pertanyent al Cos Militar d'Intervenció, sota la direcció de l'Interventor General de la Defensa, qui podrà dictar instruccions a qualsevol intervenció delegada depenent, a fi d'assegurar la deguda coordinació i unitat de criteri.
El càrrec d'Interventor General de la Defensa és exercit per un general de divisió interventor, en situació de servei actiu, que té precedència sobre els altres càrrecs del Cos Militar d'Intervenció.